# Murai Taiki
Taiki Murai (sinh ngày 26 tháng 1 năm 1992) là một cầu thủ bóng đá người Nhật Bản.

## Sự nghiệp câu lạc bộ
Taiki Murai đã từng chơi cho Yokohama FC, Yokohama FC Hong Kong và Ehime FC.